# Фридрих Вилхелм фон Вестфален цу Фюрстенберг
Фридрих Вилхелм Фердинанд фон Вестфален цу Фюрстенберг (на немски: Friedrich Wilhelm Ferdinand Graf Westphalen zu Fürstenberg; * 12 октомври 1780, Хилдесхайм; † 19 април 1809, Хаузен, Долна Бавария) е граф от род Вестфален-Фюрстенберг.

## Произход и смърт
Той е син на държавния министър граф (от 1792) Клеменс Август фон Вестфален цу Фюрстенберг (1753 – 1818) и първата му съпруга графиня Мария Елеонора Антоанета Елизабет Валдбот фон Басенхайм (1757 – 1786), дъщеря на граф Йохан Мария Рудолф Валдбот фон Басенхайм „постумус“ (1731 – 1805) и фрайин Елеонора Валбургис Ернеста фон Хоенек (1735 – 1760). Брат е на граф Йозеф Клеменс фон Вестфален цу Фюрстенберг (1785 – 1863).
Фридрих Вилхелм е убит в битка на 28 години на 19 април 1809 г. при Хаузен, Долна Бавария.

## Фамилия
Фридрих Вилхелм се жени на 11 юни 1804 г. за Ана Мария Елизабет фон Тун и Хоенщайн (* 14 август 1783, Братислава; † 5 декември 1860, Прага), дъщеря на граф Венцел Йозеф фон Тун-Хоенщайн (1737 – 1796) и графиня Мария Анна фон Коловрат-Либщайнски (1750 – 1828). Те имат трима сина:
- Клеменс Август (* 4 декември 1805, Франкфурт на Майн; † 10 април 1885, дворец Лаер при Мешеде), политик, женен I. на 22 април 1829 г. в Мюнстер за графиня Кунигунда фон Айхолт (* 1 декември 1798, Шеленберг; † 10 януари 1843, Милано), II. на 14 април 1863 г. в Берлин за графиня Цацилия Лучесини (* 28 декември 1834, Проч; † 5 септември 1909, Нойхаузел, Вестервалд); има общо 6 сина и дъщеря
- Ото Франц фон Вестфален цу Фюрстенберг (* 26 септември 1807, Прага; † 13 октомври 1856, Карлсбад), женен на 2 февруари 1845 г. във Виена за фрайин Кристиана фон Каниц и Далвиц (* 23 февруари 1824, Берлин; † 28 юни 1880, Шваден); имат син и две дъщери
- Фридрих фон Вестфален цу Фюрстенберг († 22 август 1865, Шваден), женен на 1 февруари 1864 г. за фрайин Кристиана фон Каниц и Далвиц (* 23 февруари 1824, Берлин; † 28 юни 1880, Шваден), вдовицата на брат му Ото Франц; бездетен

Вдовицата му Ана Мария Елизабет фон Тун-Хоенщайн се омъжва втори път на 29 април 1817 г. в Хилдесхайм за неговия брат граф Йозеф Клеменс фон Вестфален цу Фюрстенберг (* 7 март 1785, Хилдесхайм; † 26 януари 1863, Прага) и има с него син граф Вилхелм фон Вестфален цу Фюрстенберг (1818 – 1883).